# Алансон
Алансо́н (фр. Alençon) — город на северо-западе Франции, находится в регионе Нормандия, административный центр департамента Орн. Расположен в 119 км к югу от Кана и в 54 км к югу от Ле-Мана, в 4 км от автомагистралей N12 и A28, в месте впадения в реку Сарта её притока Бриант. В центре города находится железнодорожная станция Алансон линии Ле-Ман–Мезидон.
Население (2018) — 25 775 человек.

## История
Впервые упоминание об Алансоне встречается в документе, датированном VII веком. В X веке Алансон был буферной территорией между Нормандией и Мэном. На протяжении двух веков Алансоном владели Беллемы. В 1049—1051 годах герцог Вильгельм II Нормандский, позже известный как король Англии Вильгельм I Завоеватель, осадил город, который был захвачен графом Анжу Жоффруа II Мартелом вместе с другими владениями Беллемов. По свидетельству капеллана и близкого сторонника Вильгельма Завоевателя Вильгельма из Пуатье, жители Алансона оскорбляли герцога Нормандского, свесив со стен шкуры животных, намекая на его происхождение как незаконнорождённого сына герцога Роберта и дочери кожевника. В отместку, взяв город, Вильгельм приказал отрезать многим горожанам руки и ноги. Во время англо-нормандских войн Алансон был занят англичанами с 1113 по 1203 годы.
В 1415 году город стал центром одноимённого герцогства, которое французские короли передавали в качестве оммажа своим сыновьям. Во время Религиозных войн Алансон в основном контролировали протестанты. В 1575 году брат короля Генриха III герцог Франсуа Алансонский, лидер партии недовольных, скрывался в своём городе после поражения своих сторонников; здесь к нему присоединился Генрих Наваррский. В Алансоне Генрих Наваррский объявил о своём возвращении к протестантству и отказе от католицизма, в которой он был вынужден перейти после Варфоломеевской ночи.
С XVIII века в городе стала развиваться текстильная промышленность, которая дала жизнь знаменитому Алансонскому кружеву. В XIX веке в Алансоне были основаны металлургические предприятия, в начале XX века было открыто несколько предприятий полиграфии.
В Алансоне родилась Тереза из Лизьё, одна из четырых женщин, удостоенных звания Учитель Церкви; здесь жили её родители часовщик Луи Мартен и его жена Мари-Зели Мартен, ставшие первыми в истории Католической Церкви супругами, причисленными к лику святых в 2008 году.

## Достопримечательности
- Замок герцогов Алансон XV века
- Здание мэрии XVIII века
- Готический собор Нотр-Дам XIV века
- Церковь Святого Леонарда XV—XVI веков в стиле пламенеющей готики с башней Святого Мартена XII века
- Дом, где родилась Святая Тереза, с личными вещами семейства Мартен
- Отель де Гиз XVII века, пример архитектуры периода Людовика XIII, в настоящее время здание префектуры департамента Орн
- Особняк д’Озе XV века
- Галлы начала XIX со стеклянным куполом 1865 года; здание, изначально предназначенное для торговли зерном, используется сегодня для проведения выставок и различных мероприятий
- Здание арбитражного суда XV—XVII веков
- Городской парк с фонтаном
- Музей изящных искусств и кружев

## Экономика
Алансон является одним из двух центров производства изделий из пластмассы во Франции.
Структура занятости населения:
- сельское хозяйство — 0,5 %
- промышленность — 8,6 %
- строительство — 5,4 %
- торговля, транспорт и сфера услуг — 36,2 %
- государственные и муниципальные службы — 49,3 %

Уровень безработицы (2018) — 21,1 % (Франция в целом —  13,4 %, департамент Орн — 10,4 %). 

Среднегодовой доход на 1 человека, евро (2018) — 18 200 (Франция в целом — 21 730, департамент Орн — 20 140).

## Демография
Динамика численности населения, чел.

## Администрация
Пост мэра Алансона с 2020 года занимает социалист Жоаким Пюйо (Joaquim Pueyo), бывший депутат Национального собрания Франции и мэра Алансона в 2008-2017 годах. На муниципальных выборах 2020 года возглавляемый им левый список победил во 2-м туре, получив 42,90 % голосов (из четырех списков).
| Период | Период | Фамилия             | Партия                                      | Примечания |
| ------ | ------ | ------------------- | ------------------------------------------- | --- |
| 1977   | 1989   | Пьер Може           | Социалистическая партия                     | |
| 1989   | 2002   | Ален Ламбер         | Союз за французскую демократию              | президент Генерального совета департамента, член Регионального совета Нижней Нормандии, сенатор, член Совета департамента |
| 2002   | 2008   | Кристин Руамье      | Разные правые                               | |
| 2008   | 2017   | Жоаким Пюйо         | Социалистическая партия                     | депутат Национального собрания Франции, член Совета департамента                                                          |
| 2017   | 2020   | Эмманюэль Дарсиссак | Социалистическая партия Вперёд, Республика! | |
| 2020   |        | Жоаким Пюйо         | Социалистическая партия                     | депутат Национального собрания Франции, член Совета департамента                                                          |

## Города-побратимы
- Бейзингсток, Великобритания
- Квакенбрюк, Германия
- Кутиала, Мали

## Знаменитые уроженцы
- Анна Алансонская (1492—1562), маркграфиня Монферрат
- Шарль де Гиз, герцог Майеннский (1554—1611), один из лидеров Католической лиги
- Шарль Дюфриш-Валазе (1751—1793), депутат Конвента, жирондист
- Жан Огюстен Эрнуф (1753—1827), генерал, губернатор острова Гваделупа при захвате его англичанами в 1810 году
- Леонар Бурдон (1754—1807), депутат Конвента, якобинец
- Жак-Жюльен де Лабиллардьер (1755—1834), ботаник и путешественник
- Жак-Рене Эбер (1757—1794), депутат Конвента, лидер эбертистов
- Рене Николя Деженетт-Дюфриш (1762—1837), военный врач периода Наполеоновских войн, автор «Медицинской истории восточной войны»
- Мария Ленорман (1772—1843), известная прорицательница и гадалка
- Леон Ласикотьер (1812—1895), писатель и краевед, основатель музея изобразительных искусств и кружева
- Рауль Франсуа де Буадефр (1839—1919), генерал, военный атташе в России
- Тереза из Лизьё (1873—1897), святая католической церкви
- Даниэль Балавуан (1952—1986), певец, композитор и автор песен
- Анн Косиньи (1963), актриса
- Лоран Дойч (1975), актёр

## Галерея

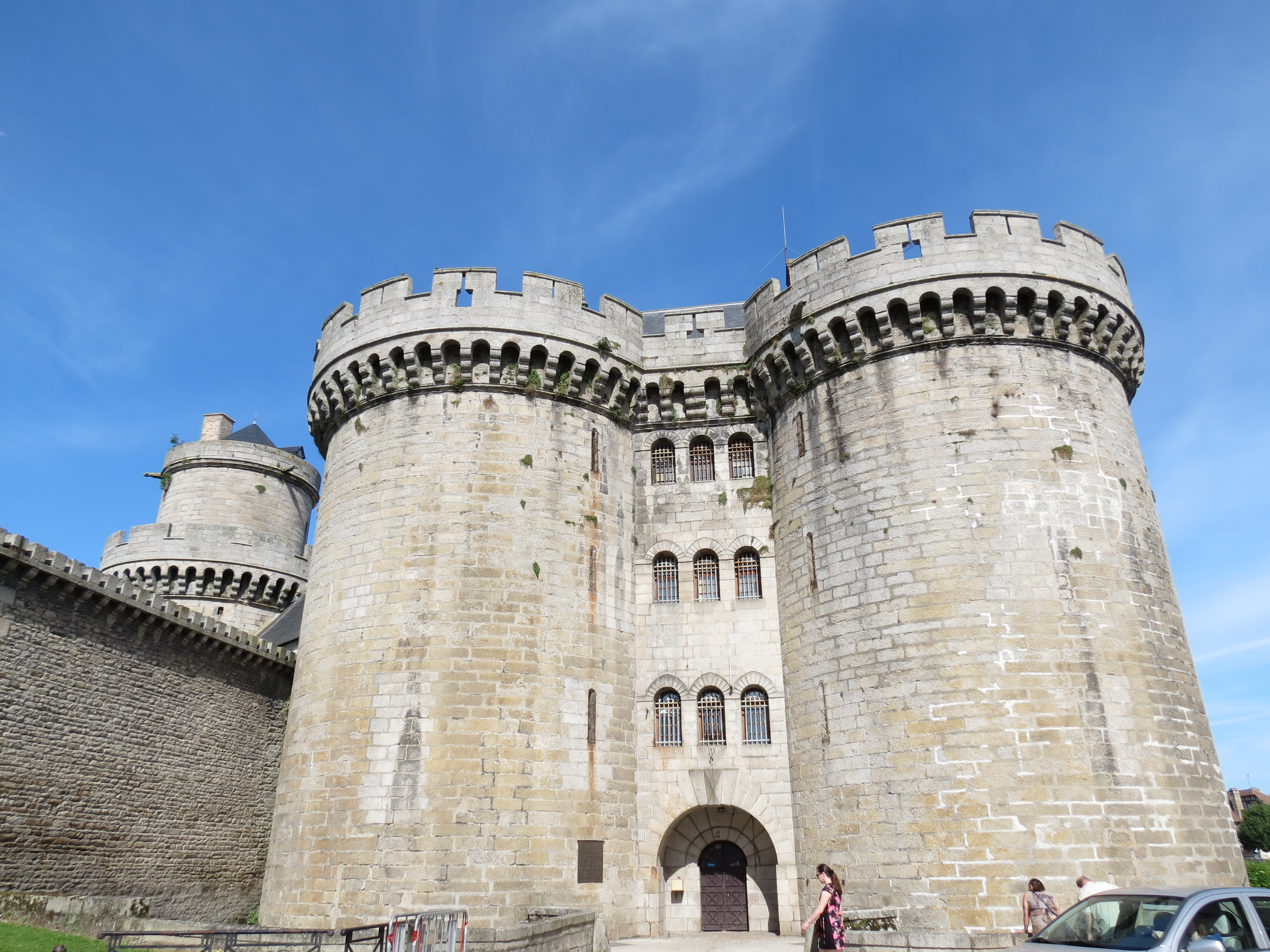
Замок герцогов Алансон
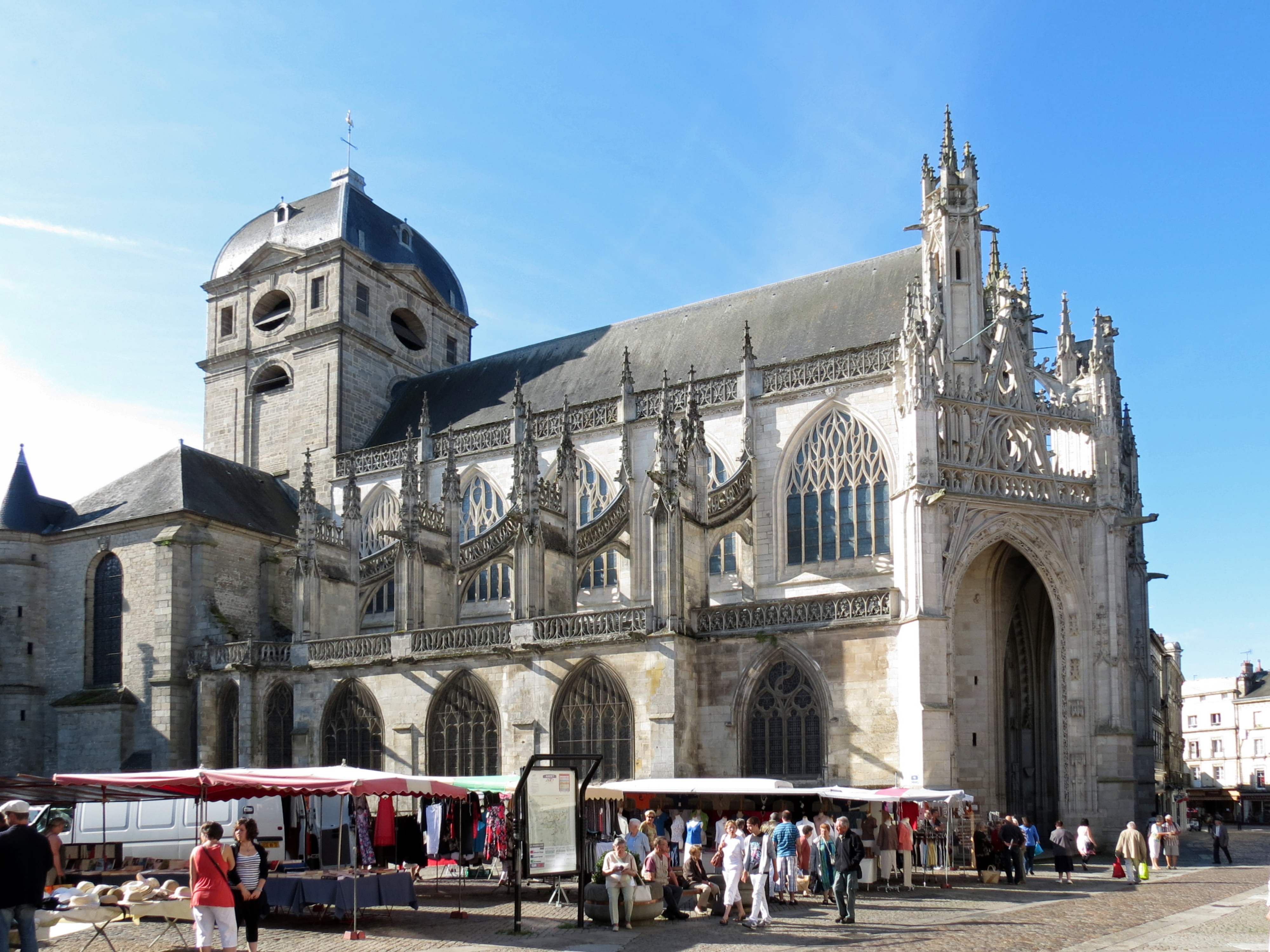
Собор Нотр-Дам
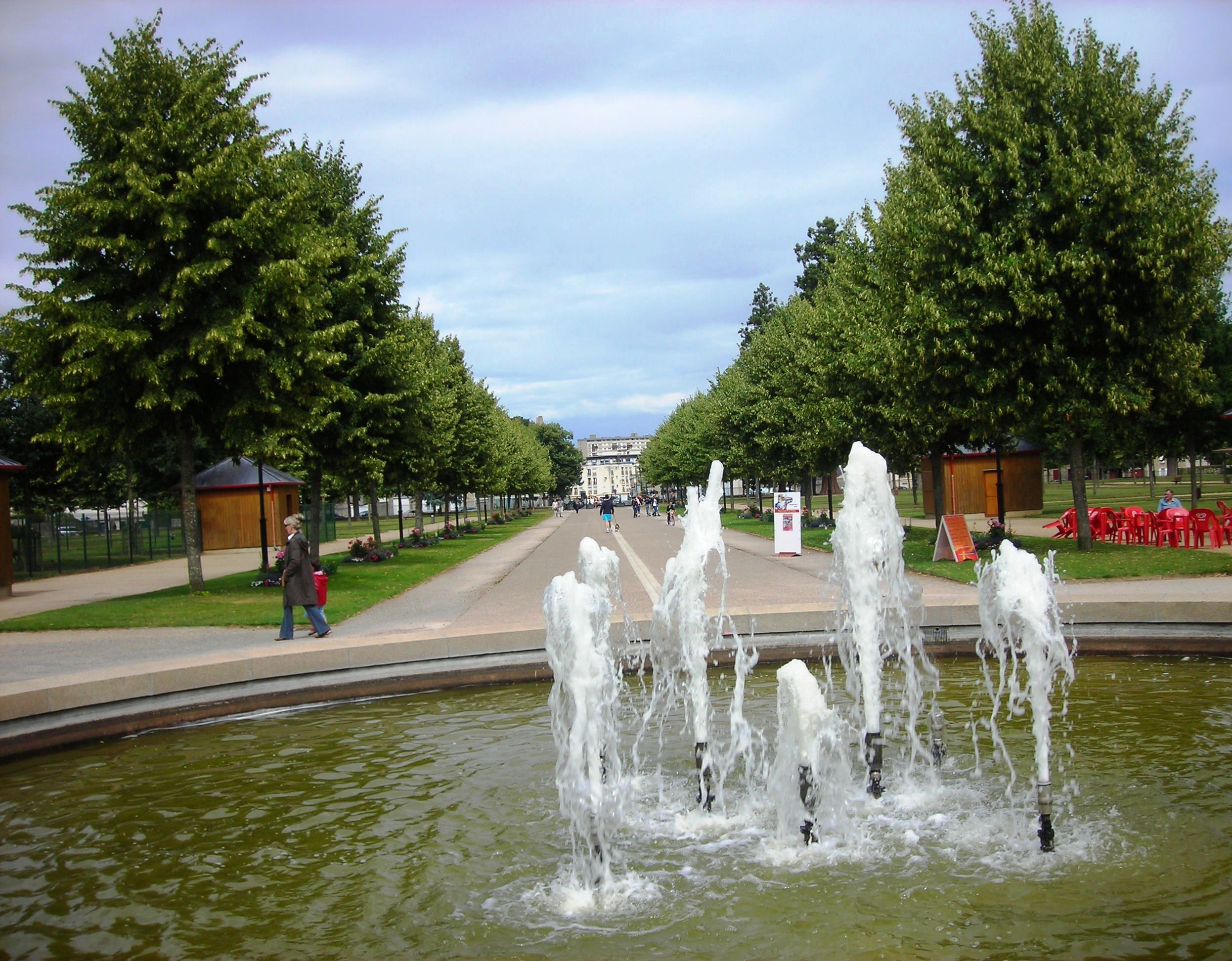
Городской парк
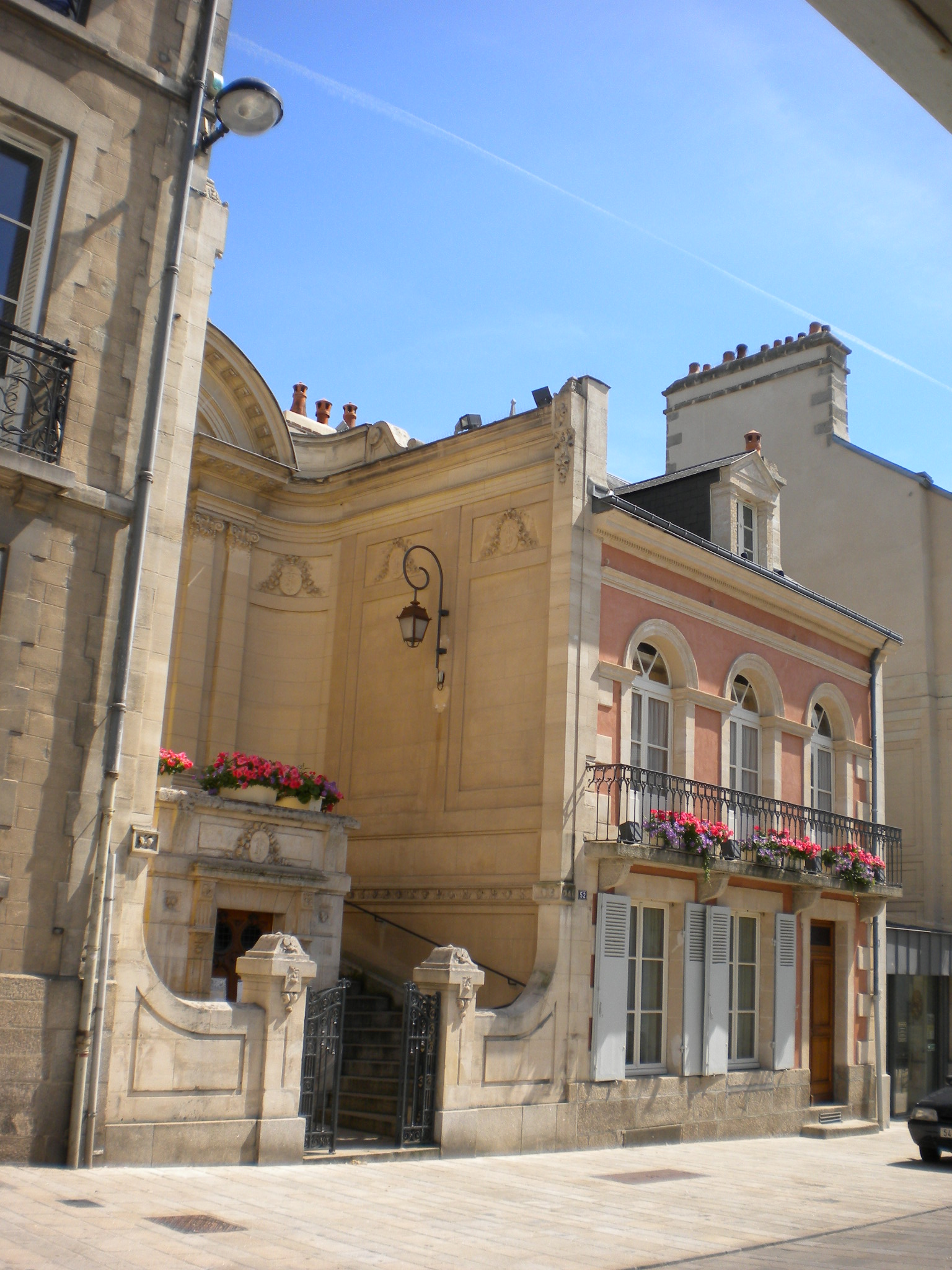
Дом-музей Святой Терезы
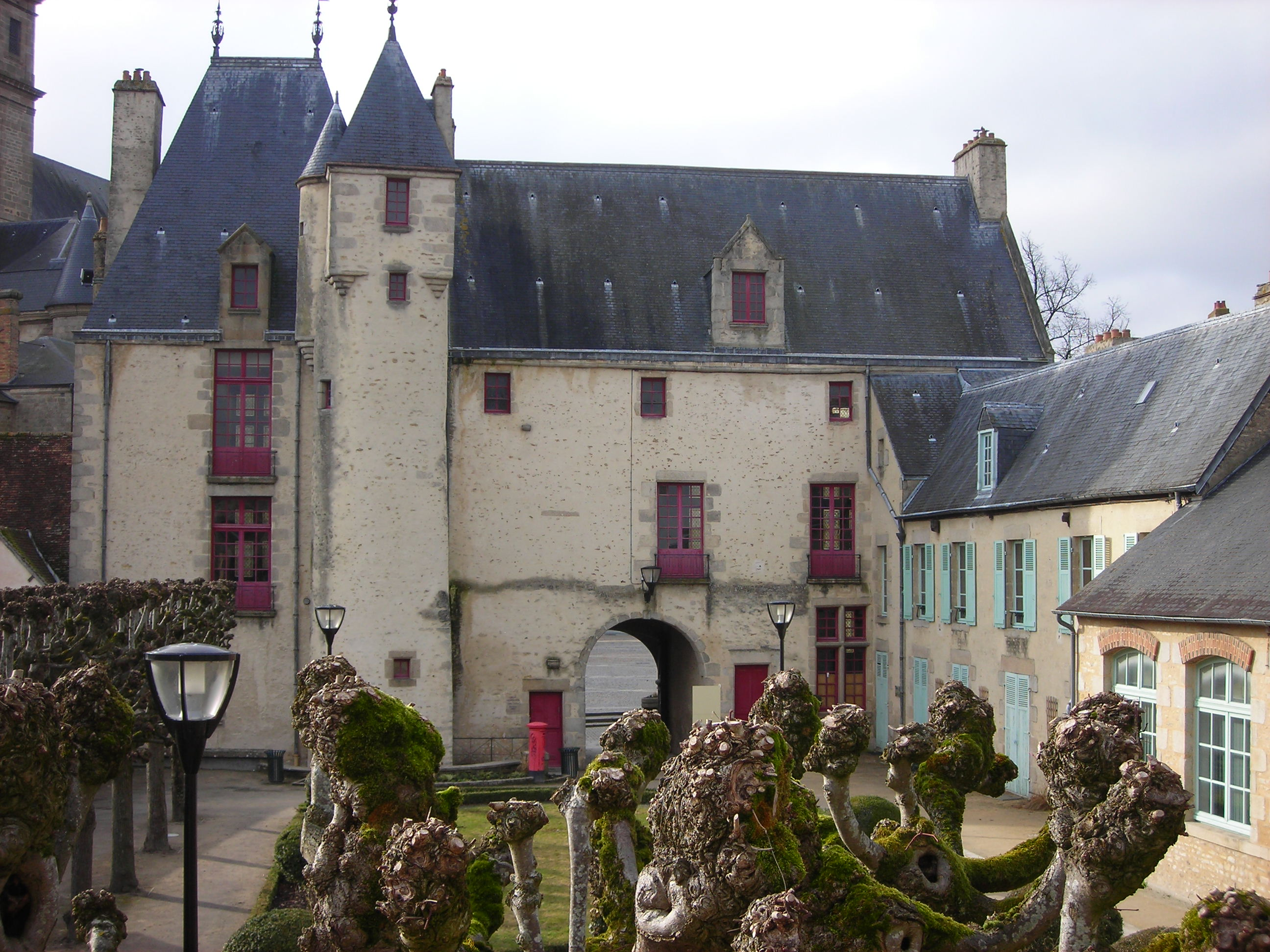
Особняк д'Озе
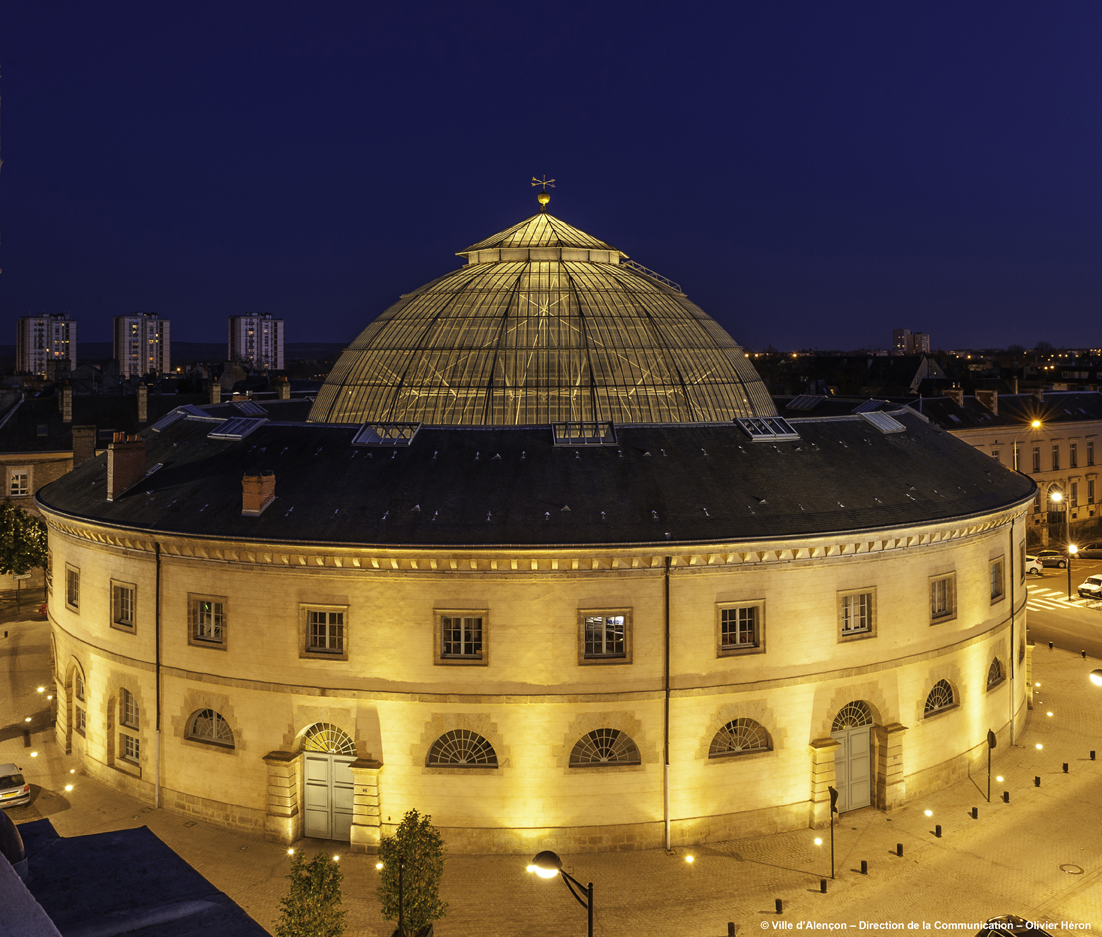
Здание галлов